# Elecciones parlamentarias de Seychelles de 1987
Las elecciones parlamentarias de Seychelles de 1987 tuvieron lugar el 7 de diciembre del mencionado año con el objetivo de renovar los 25 escaños de la Asamblea Popular. Fueron las terceras elecciones parlamentarias celebradas desde la independencia del país africano, así como las sextas desde la instauración del sufragio universal. Se realizaron durante el régimen socialista de partido único encabezado por el Frente Progresista del Pueblo de Seychelles (FPPS), por entonces único partido legal bajo el liderazgo del presidente France-Albert René. Por tanto, todos los candidatos pertenecían a dicha fuerza política. 23 de los 25 escaños fueron elegidos por medio de escrutinio mayoritario uninominal, mientras que otros dos fueron designados por el presidente René después de las elecciones para representar a las Islas Interiores y a las Islas Exteriores.
Aunque todos los candidatos pertenecían al FPPS, en la práctica podían competir más de dos postulantes del partido por un mismo escaño, garantizando una débil competitividad en las elecciones. En comparación con los anteriores comicios, las elecciones de 1987 vieron un crecimiento en este sentido, pues más de la mitad de los escaños (13 de 10) fueron efectivamente disputados por más de dos candidatos, con respecto a los solo 6 de las anteriores elecciones. El día de las elecciones, siete de los postulantes que buscaban la reelección lograron obtenerla, mientras que tres perdieron su escaño. Hubo cuatro mujeres electas. La cantidad de votos emitidos en los escaños disputados correspondió al 65,99% del total de electores registrados en el país. Fueron los últimos comicios parlamentarios del período unipartidista. Las siguientes elecciones fueron para una Comisión Constituyente en 1992, marcando la restauración del multipartidismo en Seychelles.

## Sistema electoral
Todos los ciudadanos seychellenses que tuvieran al menos dieciocho años de edad al día de las elecciones poseían el derecho a voto, quedando descalificados los que fueran declarados mentalmente insanos, las personas condenadas por un delito o los que debieran lealtad a un estado extranjero. Los electores calificados que son miembros del Frente Progresista del Pueblo de Seychelles podían ser candidatos a la Asamblea. El mandato parlamentario es incompatible con los cargos de presidente de la República y Ministro de Gobierno.
Los 23 miembros electos de la Asamblea Popular eran elegidos en distritos uninominales ("áreas electorales") por simple mayoría de votos para un mandato de cuatro años. Las elecciones parciales se llevan a cabo para cubrir los puestos electivos que quedan vacantes entre las elecciones generales, a menos que ocurran dentro de los seis meses posteriores a la disolución de la Asamblea.